# Edgar Bain
Edgar Collins Bain (* 14. September 1891; † 27. November 1971) war ein US-amerikanischer Metallurg und Mitglied der National Academy of Sciences.
Er arbeitete für die US Steel Corporation in Pittsburgh (Pennsylvania) und forschte auf dem Gebiet des Legierens und der Wärmebehandlung von Stählen. Die Gefügeform Bainit ist nach ihm benannt. 1923 wurde er Fellow der American Physical Society.